# Артур и месть Урдалака (книга)
Артур и месть Урдалака — третий из серии романов писателя и сценариста Люка Бессона о юном и отважном парне Артуре.

## Сюжет
Спустя месяц после предыдущего приключения Артур получает послание из мира минипутов и решает, что кому-то грозит беда. Но именно в этот день его родители решают вернуться домой и забирают его от дедушки и бабушки. Артур сбегает от них по дороге, просит помощи у бонго-матассалаев, и они отправляют его в мир минипутов другим путём, когда луна внезапно скрывается за тучами. Артур оказывается на Пятом континенте и спешит в Первое королевство, переживая новые удивительные приключения.

## Экранизация
В декабре 2009 года в мир вышел фильм Люка Бессона «Артур и месть Урдалака».